# Даниил Водочки
Даниил Водочки е православен духовник, струмишки митрополит на Охридската архиепископия в XIV век. Споменат е в 1375-1376 година, когато взима участие в решаването на спор за имоти около Струмица заедно с епископ Григорий Бански.

## Биография
Документът от 1375-1376 г. е известен в историографията като Съдебно решение от Струмица, в което са описани три случая на съдебна администрация в Княжеството на Драгаши. В първия от описаните случаи при Константин Драгаш се явяват представители на светогорските манастира Хилендар и „Свети Пантелеймон“ с искане да разреши имотен спор между тях в района на Струмица. Владетелят се съветва с „правоверните си властели“, след което решава двама епископи – струмишкият епископ Даниил и велбъждският епископ Григорий, приставът на струмишкия кефалия – Станко и „старци“ от околността да очертаят спорните имоти на място.
Даниил носи титлата Водочки, тъй като резидира във Водочкия манастир „Свети Леонтий“ край Струмица.